# ترمینال غرب (فیلم)
 ترمینال غرب فیلمی به کارگردانی قربانعلی طاهرفر و به نویسندگی محمد نیک‌دل  محصول سال ۱۳۹۶ است.

## داستان فیلم
امید، دانشجوی جوانی که از طرفی درگیر بورسیه خواهرش است و از سوی دیگر، روی پروژه‌ای با موضوع تحقیقات هسته‌ای کار می‌کند.